# Dywizja Karola Sierakowskiego
Dywizja Karola Sierakowskiego – jedna z formacji zbrojnych okresu insurekcji kościuszkowskiej.

## Formowanie i struktura dywizji
Dywizja została sformowana na początku czerwca 1794 z oddziałów garnizonu warszawskiego przez gen. Jana Augusta Cichockiego.
Dywizja nie miała standardowej organizacji. W każdym okresie składała się jednak z trzech rodzajów wojsk: piechoty i strzelców, kawalerii oraz artylerii. Podział wewnętrzny ograniczał się jedynie do tzw. komend. Występował natomiast podział ugrupowania dywizji:
- marszowy: awangarda, korpus (siły główne) i ariergarda;
- bojowy: pierwsza i druga linia piechoty, prawe i lewe skrzydło (przeważnie jazda) i korpus rezerwowy

## Działania dywizji
Po osiągnięciu zdolności bojowej gen. Cichocki przedyslokował ją na Pragę, gdzie 22 czerwca przekazał dowodzenie nią gen. Karolowi Sierakowskiemu. Pod nowym dowództwem dywizja przekroczyła Bug pod Brześciem Litewskim, po czym 2 sierpnia stoczyła zwycięską bitwę – wspólnie z dywizją dowodzoną przez gen. Antoniego Chlewińskiego – z siłami rosyjskiego korpusu gen. Wilhelma Derfeldena pod Słonimem.
17 września walczyła z przeważającymi siłami generała Aleksandra Suworowa w bitwie pod Krupczycami. 19 września została przez nie rozbita na grobli terespolskiej w bitwie pod Terespolem.
Odtworzona z najlepszych oddziałów Dywizji Najwyższego Naczelnika i dywizji gen. Józefa Zajączka, została rozbita 10 października 1794 w bitwie pod Maciejowicami. Resztki oddziałów dywizji wycofały się na Pragę.

## Dowódcy dywizji
- gen. Jan August Cichocki

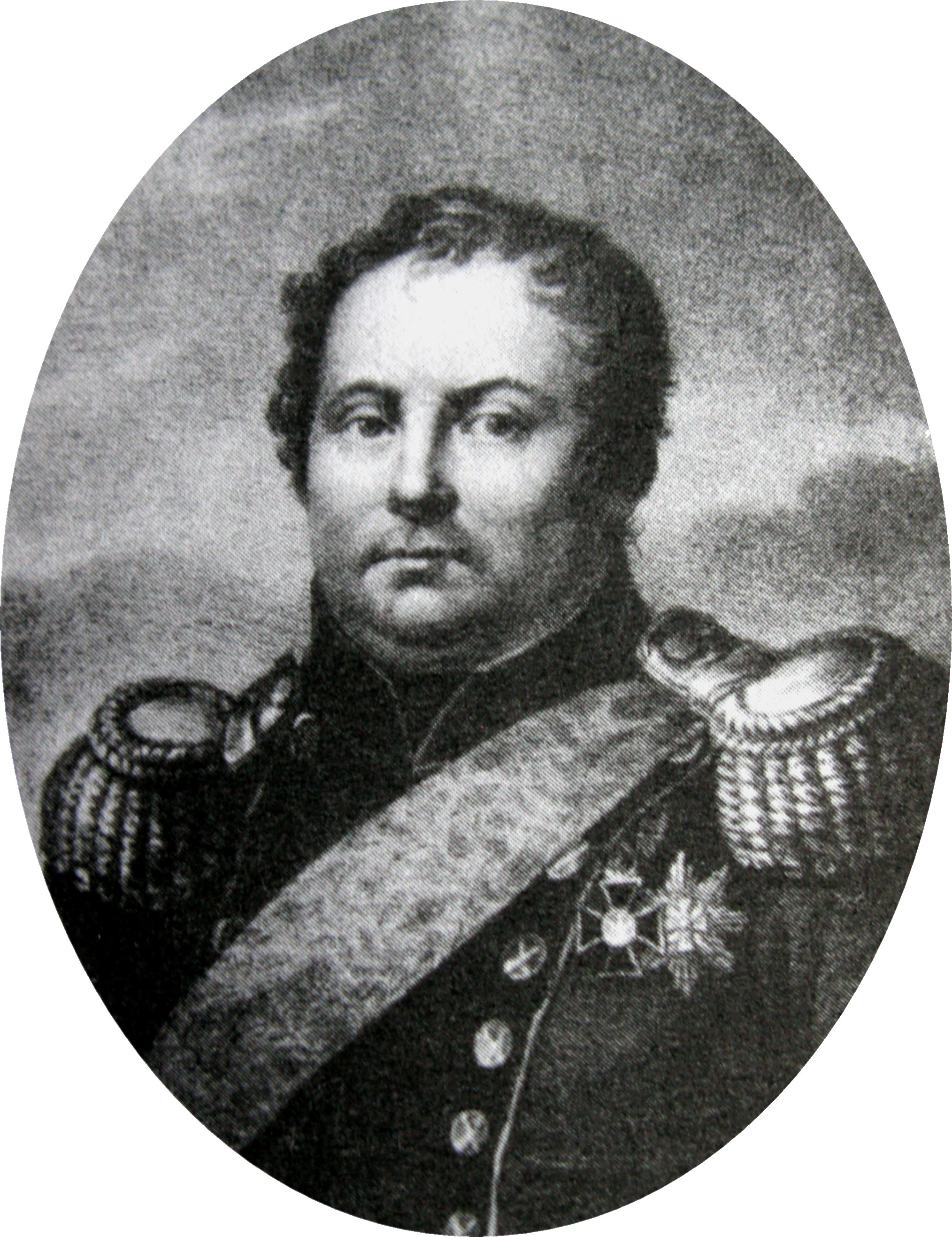
gen. Karol Sierakowski

- gen. mjr Karol Sierakowski[1]

## Skład dywizji we wrześniu 1794
Piechota
- Gwardia piesza koronna
- batalion 15 regimentu
- 5 regiment fizylierów
- 18 regiment
- batalion Rafałowicza
- batalion brzesko-litewski

Kawaleria
- Gwardia konna koronna
- 3 pułk przedniej straży litewskiej
- 3 pułk przedniej straży litewskiej
- pułk ułanów Koeniga
- Pułk Kazanowskiego

Artyleria
- 26 dział

Razem: piechoty – 2464; jazdy – 1340; artylerii – 192 żołnierzy